# Americana
Americana е петият студиен албум на американската пънк рок група „Офспринг“, издаден на 17 ноември 1998 година. Вследствие на световното турне в подкрепа на предишния си албум, Ixnay On The Hombre (1997), Офспринг започна работа по нов албум. Музиката в албума бележи промяна, разширяване на звук и проучване по поп пънк елементи. Americana е огромен търговски успех, дебютира под номер шест в Billboard 200 с около 175 000 продадени копия през първата седмица и връхна точка номер две за два непоследователни седмици, прекарвайки двадесет и два седмици непоследователни в топ 10, като става най-високата позиция диаграма на Офспринг. Това е на групата втория най-продаван албум за техния пробив през 1994 Smash. Americana е продала повече от 15 милиона копия по целия свят с над 9 милиона заверени копия, докато става 5 пъти платинен в САЩ за 5 милиона доставени копия. Албумът съдържа хитовия сингъл „Pretty Fly (For A White Guy)“, „Why Don't You Get A Job?“ и „The Kids Aren't Alright“ са на групата трите най-големите хитове споделянето на подобен успех на синглите от Smash. „She's Got Issues“ е последният сингъл от албума и получи само някои умерени успехи и затова не е толкова популярен, или успешен този сингъл, колкото предишните три хитови сингъла направи песен неуспешна за финала на албума. Синглите (с изключение на „She's Got Issues“) също могат да се чуят на компилацията от хитовете на групата. Americana е номиниран за 1999 MTV Европейските музикални награди за Най-добър албум, но загуби от Boyzone от By Request. Офспринг подкрепи албума със световен тур и се появи на скандалния Woodstock 1999, когато се излъчи изпълнението им на живо по телевизията.

## Песни
1. Welcome 0:09
2. Have You Ever 3:56
3. Staring At The Sun 2:13
4. Pretty Fly (For A White Guy) 3:08
5. The Kids Aren't Alright 3:00
6. Feelings (Пародия Кавър На Морис Албърт) 2:52
7. She's Got Issues 3:48
8. Walla Walla 2:57
9. The End Of The Line 3:02
10. No Brakes 2:04
11. Why Don't You Get A Job? 2:52
12. Americana 3:15
13. Pay The Man 10:21

## Офспринг Членове
- Декстър Холанд – Вокалист И Ритъм Китара
- Нуудълс – Китара
- Грег Кризъл – Бас Китара
- Рон Уелти – Барабани